# Anomalocera ornata
Anomalocera ornata är en kräftdjursart som beskrevs av Sutcliffe 1949. Anomalocera ornata ingår i släktet Anomalocera och familjen Pontellidae. Inga underarter finns listade i Catalogue of Life.